# Бобе Майсес
«Бобе Майсес» (також «Бабусині казки») — український анімаційний фільм 1993 року, створений кінокомпанією «МаГіКа-Фільм» на технічній базі кіностудії «Укранімафільм». Режисерка мультфільму — Олена Касавіна. Найкращий анімаційний фільм України (1993). Перший український мультфільм на основі єврейського фольклору. Оригінальна версія була озвучена російською мовою, але 2024 року фільм відновила кінокомпанія «МаГіКа-Фільм» з українською озвучкою, яку виконала Ада Роговцева. Прем'єра віновленої версії відбулася 25 жовтня 2024 року і доступна у YouTube.
Кінокритик Алік Шпилюк прокоментував, що це — «видатний приклад української анімації».

## Сюжет
У мультфільмі є дві основні сюжетні лінії: на фоні переказу легенди про пророка Еліягу, оповідачка також розказує про життя та події у штетлі десь на Поділлі напередодні шабату. Дія відбувається орієнтовно 200 років тому.

## Історія створення
Назва мультфільму походить від фрази на їдиші «бобе-майсес» (їд. באָבע־מעשׂה), яка використовується на означення «небилиці», але звучання «бобе» нагадує «бабуся» на їдиші, тому воно також використовується для означення «бабусині казки»[а]. Особливістю таких історій було перескакування з теми на тему, що є основою стилю фільму.
Ідея зняти мультфільм за єврейськими казками належала Едуардові Киричу, який став співавтором сценарію. Для Касавіної це означало «бабусині казки», як єдині «єврейські казки», які вона знала. Вона розказувала про це так: «(…) сам матеріал взято із історій, які розповідала мені моя рідна бабуся, Белла Бенціонівна Кальницька, у дівоцтві Винокур. Це так звані Хелмські історії, фольклор євреїв, які мешкали в містечках Поділля — Дашів, Кальник, Гайсин… Це дивовижна порода євреїв, красиві, дуже веселі. Вони, зазвичай, не песимісти. Бабуся прожила там все життя, пам'ятала безліч історій і дуже любила розповідати нам. А я любила їх слухати, адже вони всі дуже смішні, особливо про Гершеле Острополера». Була доступна деяка література — твори Шолом-Алейхема, Мойхер-Сфоріма, але було складно знайти інформацію про одяг, звичаї, навіть абетку івриту, тож значну допомогу з матеріалами для стрічки надав Йосип Зісельс, український громадський діяч та дисидент єврейського походження.
Фільм знято на аналогову плівку у технології тотальна мультиплікація. Текст від авторки літературно обробив Яків Лотовський. Оригінальну озвучку зробив Олександр Калягін[b], озвучування російською тоді було нормою. Музику виконував Український симфонічний оркестр, диригент Федір Глущенко.
Над виробництвом фільму працювали два роки. Усе фінансування відбувалося за спонспорські кошти українського бізнесу. Фільм тільки один раз показали на телеканалі «ТЕТ».

## Відновлення 2024 року
Відновленням фільму займалася кінокомпанія «МаГіКа-Фільм» за фінансової підтримки Українського культурного фонду у співпраці із «Довженко-Центр». Стрічку було реставровано, оцифровано, зроблено ремастеринг та озвучено українською акторкою Адою Роговцевою, також відновлено оригінальну музику. На час відновлення збереглася тільки одна копія кіноплівки.
Режисерка вирішила змінити чоловічий голос (Олександр Калягін) на жіночий (Ада Роговцева) при переозвучуванні фільму українською, щоб він більше відповідав духові та назві самої стрічки — «бабусині казки». Ада Роговцева зазначила, що для неї це був «просто досконалий твір».

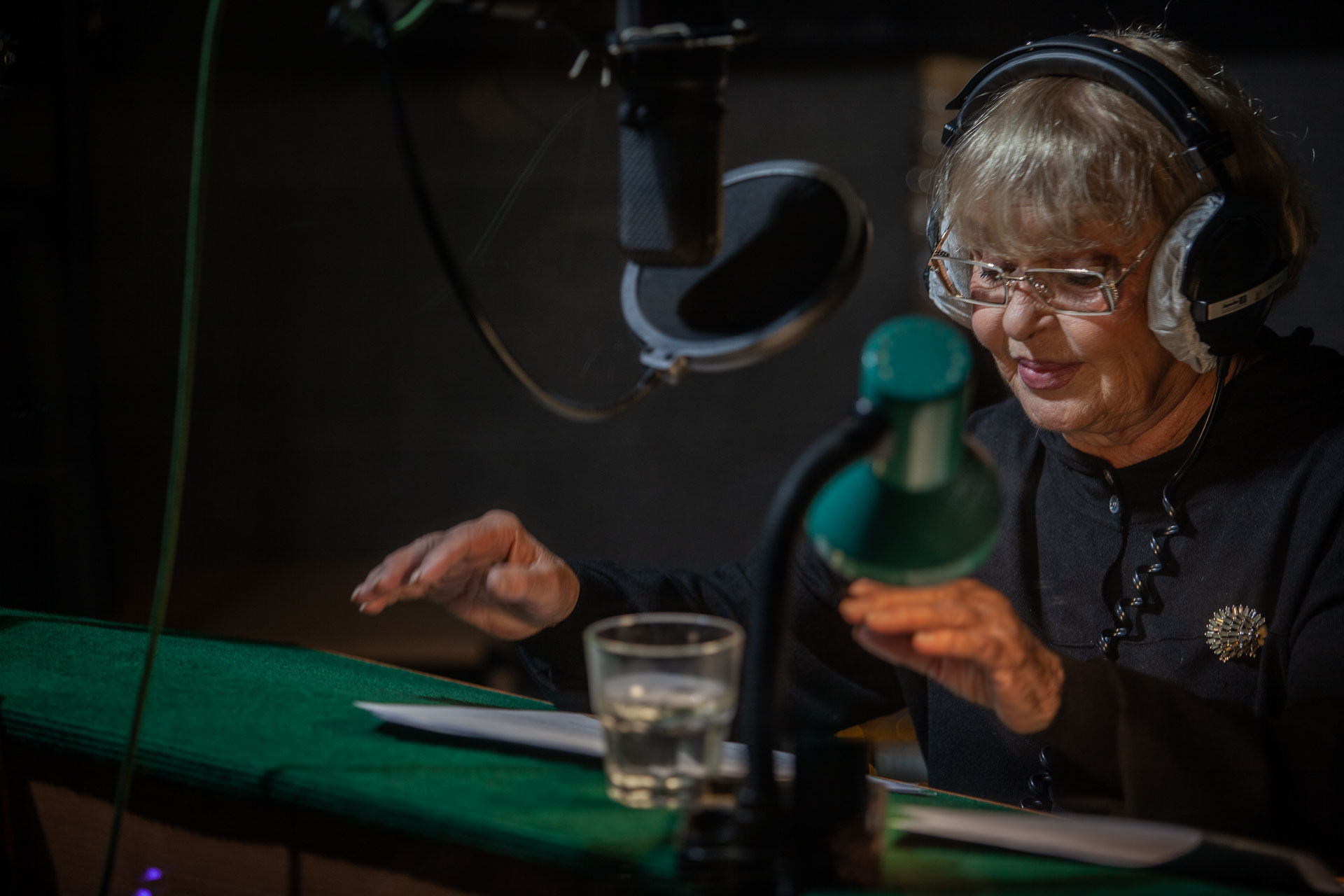
Ада Роговцева за звукозаписом
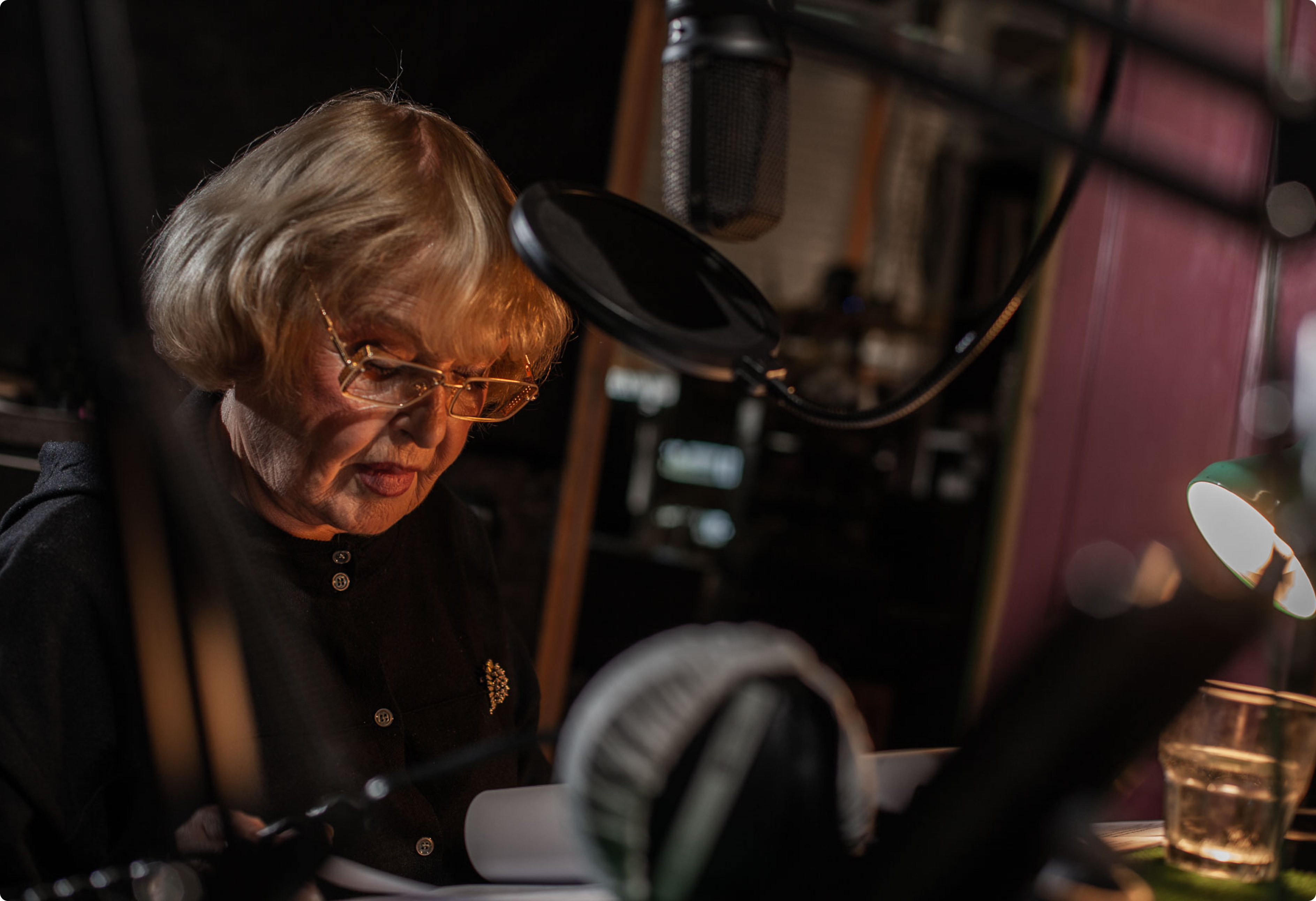
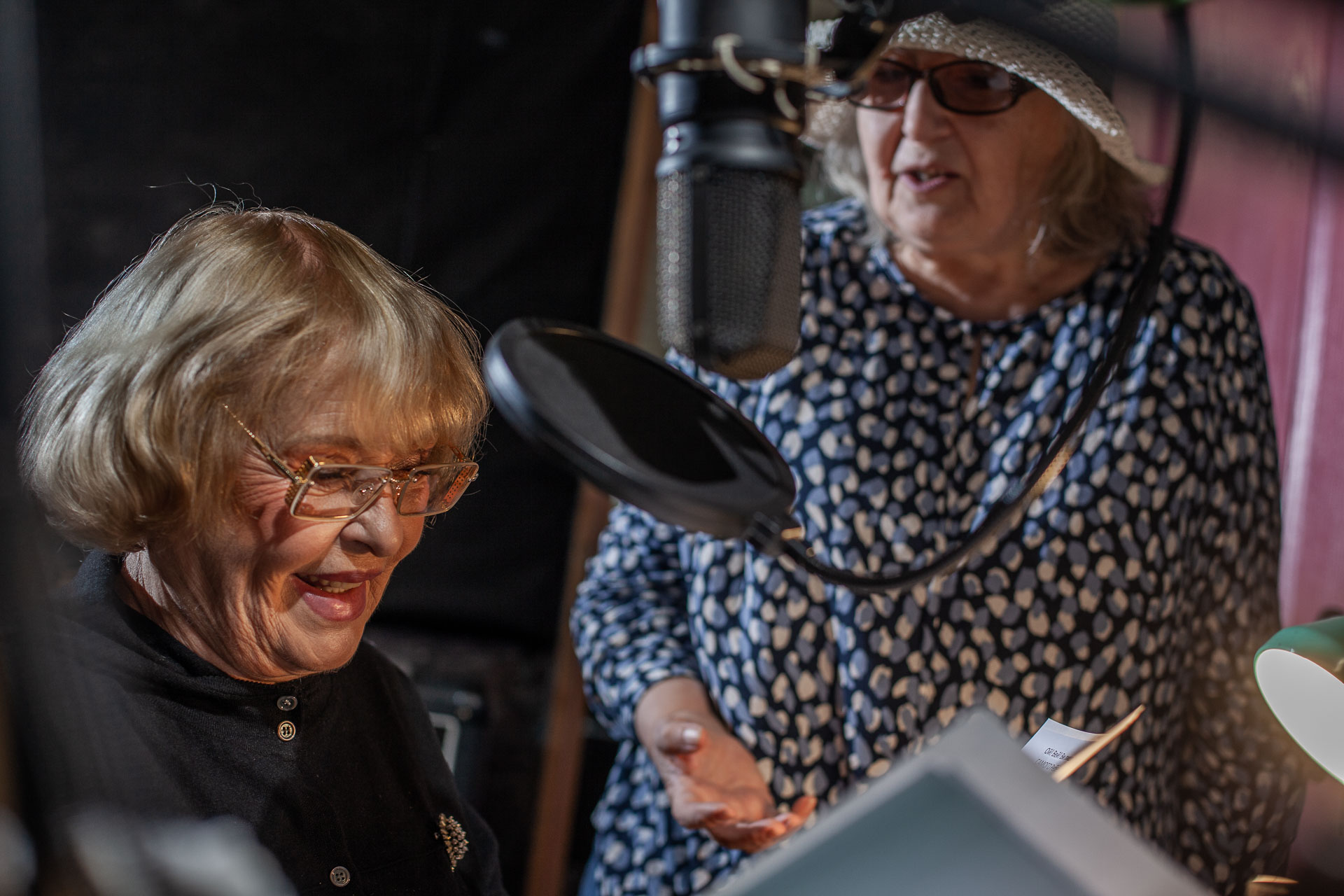
Олена Касавіна з Адою Роговцевою

Українською переклад здійснив Георгій Архипович. На думку кінокритика та кінознавця Аліка Шпилюка, відновлення і переозвучування стрічки українською може стати прецедентом для «повернення в український культурний простір» інших фільмів.

## Нагороди
- Приз журі МКФ жінок-кінематографістів (Мінськ, 1993)[13]
- Приз журі МКФ «Крок» у категорії 30-хвилинних фільмів (Київ, 1993)[13][10]
- II премія кінофестивалю «Свята Анна» у розділі анімаційного кіно за найкращу дипломну роботу Вищих курсів сценаристів і режисерів (Москва, 1995)[13][14]

## Виноски
1. 1 2 3 4 5 6 7  БОБЕ МАЙСЕС / Прес-кіт. Процитовано 11.01.2025.
2. ↑  Бобе Майсес. dzygamdb.com. Процитовано 11.01.2025.
3. 1 2 3 4 5 6 7  Прем’єра відновленої українськомовної версії анімаційного фільму “Бобе Майсес”. dovzhenkocentre.org. 28.10.2024. Процитовано 11.01.2025.
4. ↑  Оксана Хромова (30.10.2024). «Бобе Майсес»: легендарний український мультфільм переозвучила Ада Роговцева. Процитовано 11.01.2025.
5. 1 2 3 4 5 6 7 8  Антон Яковина (2003). «Бобе майсес» — история забытой сказки (рос.) . migdal.org.ua. Процитовано 11.01.2025.
6. ↑  Сплошные чудеса: Отреставрирован анимационный фильм «Бобе майсес» (рос.) . 2025. Процитовано 11.01.2025.
7. 1 2 3  Татьяна Филиппова (04.03.2016). Елена Касавина «Я просто в “совке” была первой» (рос.) . Процитовано 11.01.2025.
8. 1 2 3  Олена Касавіна про Едуарда Кирича та історію створення "Бобе Майсес" (ВІДЕО). МаГіКа-Фільм. 16.10.2024. Процитовано 19.01.2025.
9. ↑  Олена Касавіна — Як збиралися матеріали для анімаційного фільму Бобе Майсес (ВІДЕО). МаГіКа-Фільм. 21.10.2024. Процитовано 19.01.2025.
10. 1 2 3  Алік Шпилюк — Про фільм "Бобе Майсес" (ВІДЕО). МаГіКа-Фільм. 08.10.2024. Процитовано 19.01.2025.
11. ↑  Режисерка Олена Касавіна про Аду Роговцеву та її роль у проєкті відновлення фільму "Бобе Майсес" (ВІДЕО). МаГіКа-Фільм. 11.11.2024. Процитовано 19.01.2025.
12. ↑  Ада Роговцева стала новим голосом анімаційного фільму “Бобе Майсес” (ВІДЕО). МаГіКа-Фільм. 04.10.2024. Процитовано 19.01.2025.
13. 1 2 3  Касавіна Олена Борисівна. Процитовано 11.01.2025.
14. ↑  ВТОРАЯ «СВЯТАЯ АННА» КОНКУРС СТУДЕНЧЕСКИХ ФИЛЬМОВ (рос.) . Процитовано 11.01.2025.
15. ↑  bubbe meise (англ.) . jel.jewish-languages.org. Процитовано 11.01.2025.
16. ↑  Rabbi Dr. Ari Zivotofsky. Tzarich Iyun: Bobe-Mayses (англ.) . Процитовано 11.01.2025.
17. ↑  Аркадий ШУЛЬМАН. О МАЙСЕ НАРОДНОЙ ЗАМОЛВИТЕ СЛОВО (рос.) . Мишпоха №25. Процитовано 11.01.2025.